# Rajki (gmina Sveti Lovreč)
Rajki – wieś w Chorwacji, w żupanii istryjskiej, w gminie Sveti Lovreč. W 2011 roku liczyła 31 mieszkańców.